# Neanura serrata
Neanura serrata är en urinsektsart som beskrevs av Folson 1916. Neanura serrata ingår i släktet Neanura och familjen Neanuridae. Inga underarter finns listade i Catalogue of Life.